# Euhesma latissima
Euhesma latissima är en biart som först beskrevs av Cockerell 1914.  Euhesma latissima ingår i släktet Euhesma och familjen korttungebin. Inga underarter finns listade i Catalogue of Life.

## Bildgalleri

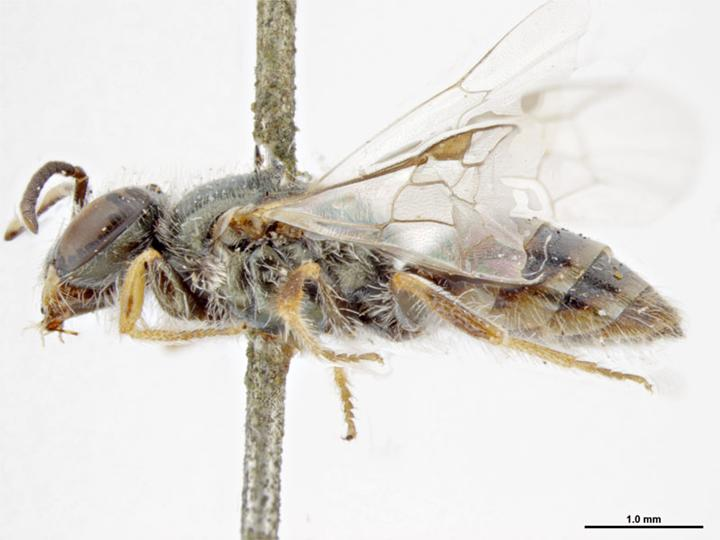